# Dyenmonus angolanus
Dyenmonus angolanus là một loài bọ cánh cứng trong họ Cerambycidae.